# دهستان نیوان
دهستان نیوان، یکی از دهستان‌های بخش مرکزی شهرستان گلپایگان استان اصفهان ایران است .
این دهستان شامل ۹ روستا می‌شود که مرکز و بزرگترین روستای آن، روستای نیوان نار می‌باشد .